# Vaganjac
Vaganjac är en ort i Bosnien och Hercegovina.   Den ligger i entiteten Federationen Bosnien och Hercegovina, i den centrala delen av landet, 70 km väster om huvudstaden Sarajevo. Vaganjac ligger 738 meter över havet och antalet invånare är 214.
Terrängen runt Vaganjac är kuperad västerut, men österut är den bergig. Vaganjac ligger nere i en dal. Närmaste större samhälle är Bugojno, 17,4 km norr om Vaganjac.
I omgivningarna runt Vaganjac växer i huvudsak blandskog. Runt Vaganjac är det ganska tätbefolkat, med 93 invånare per kvadratkilometer.